# Jaume Esteve i Oliva
Jaume Esteve i Oliva «Casalta» (el Vendrell, 25 de juliol de 1926 - Sant Martí Sarroca, 25 de setembre de 2024) fou un timbaler vendrellenc important per la seva tasca per mantenir viu el llegat de la música d'arrel catalana durant els anys de decadència de la gralla i la música popular a partir de mitjan segle xx. Esteve va formar part de la colla de grallers els Macaris i va tocar en la primera actuació dels Castellers de Vilafranca a Sant Cugat Sesgarrigues.

## Biografia
Va néixer al carrer Cristina Baixa, al Vendrell, i ja des de ben jove va mostrar una gran afició per la música, de fet, amb 18 anys van entrar a formar part del cor de la Lira Vendrellenca. Va començar a fer de ferrer, però més tard acabaria fent de fuster, feina en la qual va treballar 46 anys fent primer neveres de gel i després mobles de cuina en una fàbrica del Vendrell. Va anar agafant interès pel timbal, instrument que va aprendre a tocar de les mans de Carlos Mañé i el 1945 va tocar per primera vegada amb la Colla del Carboner, al costat dels grallers Jaume Vidal «Carboner» i Antoni Mañé, «Ton de la Gralla». El 1949 va entrar a formar part dels Macaris, colla de gralles amb la qual va tocar arreu del país fins al 1964. El 2005 va tornar a tocar el timbal durant el seu homenatge amb motiu del 12è Dia del Graller de Vilafranca del Penedès.